# 庆云文庙
庆云文庙，位于中国河北省沧州市盐山县庆云镇，是原来庆云县（1965年县治南迁至山东省）的文庙。庆云文庙大成殿为沧州市盐山县的一个省级文物保护单位，类型为古建筑，公布时间为1993年7月15日，历史年代为明代。

## 简介
庆云文庙位于盐山县城东南方向28公里处的庆云镇。该文庙始建于明朝洪武六年（1373年）。大成殿是该文庙的主体建筑，殿脊覆盖翠瓦，脊端有砖雕龙头，顶挂鎏金瓦，四角带有飞檐。大成殿内设有12根明柱。该殿的地基高出地面1.6米。